# Лобрессель
Лобрессе́ль (фр. Laubressel) — коммуна во Франции, находится в регионе Шампань — Арденны. Департамент — Об. Входит в состав кантона Люзиньи-сюр-Барс. Округ коммуны — Труа.
Код INSEE коммуны — 10190.
Коммуна расположена приблизительно в 150 км к юго-востоку от Парижа, в 75 км южнее Шалон-ан-Шампани, в 11 км к востоку от Труа.

## Население
Население коммуны на 2008 год составляло 443 человека.
| 1962 | 1968 | 1975 | 1982 | 1990 | 1999 | 2008 |
| ---- | ---- | ---- | ---- | ---- | ---- | ---- |
| 228  | 267  | 239  | 258  | 279  | 329  | 443  |

## Экономика
В 2007 году среди 262 человек в трудоспособном возрасте (15—64 лет) 205 были экономически активными, 57 — неактивными (показатель активности — 78,2 %, в 1999 году было 75,7 %). Из 205 активных работали 192 человека (102 мужчины и 90 женщин), безработных было 13 (5 мужчин и 8 женщин). Среди 57 неактивных 21 человек были учениками или студентами, 25 — пенсионерами, 11 были неактивными по другим причинам.

## Достопримечательности
- Церковь Успения Божьей Матери (XVI век). Памятник истории с 2006 года[3]
- Крест на кладбище (1644 год). Памятник истории с 1942 года[4]

## Фотогалерея
- Св. Георгий, убивающий дракона
- Карта коммуны